# 피델리티 (2000년 영화)
《피델리티》(La Fidelite, Fidelity)는 프랑스에서 제작된 안제이 주와프스키 감독의 2000년 드라마, 멜로/로맨스 영화이다. 소피 마르소 등이 주연으로 출연하였고 소설가 라파예트 부인의 17세기 소설 클레브 공작부인에 기반을 둔다. 파울로 브랑코 등이 제작에 참여하였다.

## 출연

### 주연
- 소피 마르소
- 파스칼 그레고리
- 기욤 까네

### 조연
- 마갈리 노엘

## 기타
- 미술: 장 빈센트 푸조스
- 의상: 캐롤라인 드 비베스